# ELO Part II
Electric Light Orchestra Part II je hudební skupina založená v roce 1989 bubeníkem Bevem Bevanem po jeho odchodu od Electric Light Orchestra (E.L.O. nebo také ELO).
V roce 1991 vydala skupina album s názvem Electric Light Orchestra Part Two. Vydání alba doprovázelo celosvětové turné. V roce 1994 vydala skupina druhé album Moment of Truth. Opět následovalo turné, tentokrát skupina navštívila i Českou republiku. Padesát procent zisku z prodeje obou alb šlo na účet Jeffa Lynna z důvodu použití původní obchodní značky ELO. Po soudní při koncem devadesátých let ale Jeff Lynne svůj podíl ztratil. Bev Bevan nicméně skupinu v roce 2000 opustil a prodal svůj podíl na obchodní značce ELO zpět Jeffu Lynneovi.
Skupina Electric Light Orchestra Part II se tedy musela přejmenovat na The Orchestra.
Skupina se dostala do povědomí posluchačů v devadesátých letech nejenom díky vlastní tvorbě, ale zejména díky interpretaci skladeb "původních" ELO. Nemalou měrou mělo na popularitě vliv i neunavné koncertování, vydávání živých záznamů z koncertů, ale hlavně účast hudebníků z "původních" ELO.

## Diskografie

### Studiová alba
- Electric Light Orchestra Part Two (1990 USA, 1991 UK)
- Moment Of Truth (1994 UK, 1995 USA)

### Živá alba
- Performing ELO's Greatest Hits Live Featuring The Moscow Symphony Orchestra (1992)
- One Night (UK, 1996) 2 CD, (US, 1997) 1 CD
- Time After Time / Greatest Live Hits (2000) 2CD / Millenium Collection

## Složení skupiny
- Bev Bevan – bicí, zpěv (1989–2000)
- Louis Clark – dirigent, klávesy (1989–2000)
- Eric Troyer – klávesy, zpěv (1989–2000)
- Pete Haycock – kytary, zpěv (1989–1993), zemřel 2013
- Neil Lockwood – kytary, zpěv (1989–1993)
- Mik Kaminsky – housle (1991–2000)
- Kelly Groucutt – basová kytara,zpěv (1991–2000), zemřel 2009
- Hugh McDowell – cello (1991), zemřel 2018
- Phil Bates – kytary, zpěv (1993–2000)
- Parthenon Huxley – kytary, zpěv (1999–2000)